# 이르지 슈미체르
이르지 슈미체르(체코어: Jiří Schmitzer, 1949년 10월 25일~)는 체코의 배우, 기타 연주자이다.

## 영화
- 올드-타이머스 (2019년)
- 더 쿼테트 (2017년)
- 흘러간 나날들 (2013년)
- 투 더 우즈 (2012년)
- 엠프티스 (2007년)
- 그라피티 (2007년)
- 뷰티 인 트러블 (2006년)
- 아메리카 (1994년)
- 카스파 하우저 (1993년)
- 심판 (1993년)
- 1948 AD (1989년)
- 나의 고향 (1985년)